# ZsFK Lokomotyiv Moszkva
A Lokomotyiv Moszkva női labdarúgó-szakosztálya 2018-ban alakult. Az orosz Szuperliga résztvevője.

## Klubtörténet
1988-ban egy dolgozókból álló sporttársaság hozta létre első alkalommal a női együttest, azonban 1993-ban pénzügyi nehézségek miatt beszüntették további működésüket.
2018-ra a női foci egyre nagyobb teret nyert Oroszországban, melynek köszönhetően a Lokomotyiv női szekcióval bővítette labdarúgó szakosztályát.

### UEFA Bajnokok Ligája
| Szezon  | Bajnokság        | Forduló | Eredmény | Csapat        |
| ------- | ---------------- | ------- | -------- | ------------- |
| 2021–22 | Selejtező- torna | 1.      | 1–3      | PSV Eindhoven |
| 2021–22 | Selejtező- torna | 1.      | 4–0      | Okzsetpesz    |

## Játékoskeret
2021. szeptember 18-tól
| #  |     | Poszt | Név                     |
| -- | --- | ----- | ----------------------- |
| 1  | BLR | K     | Jekatyerina Miklasevics |
| 24 | RUS | K     | Viktorija Noszenko      |
| 30 | RUS | K     | Kszenija Agapkina       |
| 46 | RUS | K     | Tatjana Scserbak        |
| 3  | RUS | V     | Anna Kozsnyikova        |
| 7  | RUS | V     | Anna Belomitceva        |
| 8  | RUS | V     | Alszu Abdullina         |
| 14 | RUS | V     | Krisztyina Maskova      |
| 21 | RUS | V     | Natalja Morozova        |
| 23 | BRA | V     | Suellen                 |
| 27 | RUS | V     | Elvira Zijasztyinova    |
| 95 | RUS | V     | Irina Podsibjakina      |
| 11 | RUS | V     | Jelina Szamojlova       |

| #  |     | Poszt | Név                    |
| -- | --- | ----- | ---------------------- |
| 9  | RUS | KP    | Aljona Ruzina          |
| 12 | RUS | KP    | Gyiana Kuzmina         |
| 16 | RUS | KP    | Jana Seina             |
| 17 | RUS | KP    | Jana Hotireva          |
| 18 | RUS | CS    | Marina Fjodorova       |
| 19 | RUS | KP    | Kszenyija Dolgova      |
| 29 | RUS | KP    | Viktorija Kozlova      |
| 79 | RUS | KP    | Maria Galaj            |
| 6  | USA | CS    | Kaylan Williams        |
| 13 | RUS | CS    | Krisztyina Cserkaszova |
| 20 | RUS | CS    | Nyelli Korovkina       |
| 25 | RUS | CS    | Kszenyija Kaurova      |
|    | CHN | KP    | Jang Suhui             |